# 陳翊恆
陳翊恆（Daniel Chan Yee-Heng，1981年—），香港电影導演。近年作品包括《紮職》。

## 导演作品
- 失衡凶間之罪與殺, 2023年
- 天師鬥殭屍, 2014年
- 古惑仔：江湖新秩序，2012年
- 紮職，2012年
- 第6誡，2012年
- Smile for Me，2010年
- The Battle of Hong Kong Part 1 ，2009年
- 江湖义，2008年
- Half Lit（暗火），2003年

## 编剧作品
- The Battle of Hong Kong Part 1 ，2009年
- 江湖义，2008年

## 制片作品
- The Battle of Hong Kong Part 1，2009年
- 花落风流，2008年

## 外部連結
- 陳翊恆的新浪微博
- 陳翊恆在互联网电影资料库（IMDb）上的資料（英文）（英文）
- 在AllMovie上陳翊恆的頁面（英文）
- 陳翊恆在香港影庫上的簡介
- 陳翊恆在豆瓣上的资料（简体中文）
- 陳翊恆在时光网上的簡介（简体中文）